# Puccinia pygmaea
Puccinia pygmaea är en svampart. Puccinia pygmaea ingår i släktet Puccinia och familjen Pucciniaceae.

## Underarter
Arten delas in i följande underarter:
- ammophilina
- pygmaea